# Typhleotris madagascariensis
Typhleotris madagascariensis är en fiskart som beskrevs av Petit, 1933. Typhleotris madagascariensis ingår i släktet Typhleotris och familjen Eleotridae. IUCN kategoriserar arten globalt som starkt hotad. Inga underarter finns listade i Catalogue of Life.